# Adrian Sălăgeanu
Adrian Ioan Sălăgeanu (ur. 9 kwietnia 1983 w Carei) – rumuński piłkarz grający na pozycji lewego obrońcy lub pomocnika. Od 2015 roku jest zawodnikiem klubu Olimpia Satu Mare.

## Kariera klubowa
Swoją karierę piłkarską Sălăgeanu rozpoczął w klubie Olimpia Satu Mare. W sezonie 2001/2002 zadebiutował w jej barwach w drugiej lidze rumuńskiej. W następnym sezonie stał się podstawowym zawodnikiem Olimpii. Grał w niej do końca 2004 roku.
Na początku 2005 roku Sălăgeanu przeszedł do pierwszoligowej Glorii Bystrzyca. W jej barwach swój debiut zanotował 16 kwietnia 2005 w wygranym 2:0 domowym meczu z FC Brașov. W Glorii grał do lata 2006.
Latem 2006 Sălăgeanu odszedł do Dacii Miovenii. Pół roku później przeniósł się do trzecioligowego Someșulu Satu Mare. W 2008 roku wrócił do pierwszej ligi, gdy podpisał kontrakt z Oțelulem Gałacz. W sezonie 2010/2011 wywalczył z Oțelulem pierwszy w historii klubu tytuł mistrza Rumunii. Z kolei latem 2011 zdobył Superpuchar Rumunii.
W 2012 roku Sălăgeanu został zawodnikiem FC Vaslui. Zadebiutował w nim 28 lipca 2012 w wygranym 3:0 domowym meczu z Petrolulem Ploeszti. W 2014 przeszedł do ASA Târgu Mureș.
| Sezon   | Klub              | Kraj    | Rozgrywki | Mecze | Bramki |
| ------- | ----------------- | ------- | --------- | ----- | ------ |
| 2001/02 | Olimpia Satu Mare | Rumunia | Liga II   | 11    | 0      |
| 2002/03 | Olimpia Satu Mare | Rumunia | Liga II   | 24    | 2      |
| 2003/04 | Olimpia Satu Mare | Rumunia | Liga II   | 27    | 2      |
| 2004/05 | Olimpia Satu Mare | Rumunia | Liga II   | 10    | 1      |
| 2004/05 | Gloria Bystrzyca  | Rumunia | Liga I    | 8     | 0      |
| 2005/06 | Gloria Bystrzyca  | Rumunia | Liga I    | 4     | 0      |
| 2006/07 | Dacia Mioveni     | Rumunia | Liga II   | 6     | 0      |
| 2006/07 | Someșul Satu Mare | Rumunia | Liga III  | ?     | ?      |
| 2007/08 | Someșul Satu Mare | Rumunia | Liga III  | ?     | ?      |
| 2007/08 | Oțelul Gałacz     | Rumunia | Liga I    | 11    | 0      |
| 2008/09 | Oțelul Gałacz     | Rumunia | Liga I    | 28    | 1      |
| 2009/10 | Oțelul Gałacz     | Rumunia | Liga I    | 26    | 1      |
| 2010/11 | Oțelul Gałacz     | Rumunia | Liga I    | 29    | 1      |
| 2011/12 | Oțelul Gałacz     | Rumunia | Liga I    | 22    | 0      |
| 2012/13 | FC Vaslui         | Rumunia | Liga I    | 23    | 0      |
| 2013/14 | FC Vaslui         | Rumunia | Liga I    | 15    | 1      |
| 2014/15 | ASA Târgu Mureș   | Rumunia | Liga I    | 2     | 0      |
| 2014/15 | Olimpia Satu Mare | Rumunia | Liga II   | 13    | 1      |

## Kariera reprezentacyjna
W reprezentacji Rumunii Sălăgeanu zadebiutował 9 lutego 2011 roku w zremisowanym 1:1 towarzyskim meczu z Cyprem, rozegranym w Paralimni.